# Päivi Hirvelä
Päivi Maarit Hirvelä (Rovaniemi, 10 december 1954) is een Fins jurist en rechter.

## Carrière
Hirvelä werkte onder meer als juridisch adviseur in Sodankylä en Lahti (1981-1982), als rapporteur voor het Hof van Beroep van Kouvola (1984-1990), als arrondissementsrechter en aanklager in Lahti (1990-1999) en als staatsprocureur voor de Parlementaire Ombudsman (1999-2006).
Op 27 juni 2006 werd Hirvelä gekozen door de Parlementaire Vergadering van de Raad van Europa om Matti Pellonpää te vervangen als rechter bij het Europees Hof voor de Rechten van de Mens. Ze begon haar werkzaamheden op 1 januari 2007 en vervulde deze functie tot op 31 december 2015. Per 1 september vervolgde ze haar carrière als lid van het Hooggerechtshof van Finland.